# Heterogomphus chevrolati
Heterogomphus chevrolati är en skalbaggsart som beskrevs av Hermann Burmeister 1847. Heterogomphus chevrolati ingår i släktet Heterogomphus och familjen Dynastidae. Inga underarter finns listade i Catalogue of Life.